# Нуцзян-Лисуский автономный округ
Нуцзян-Лисуский автономный округ (кит. упр. 怒江傈僳族自治州, пиньинь Nùjiāng Lìsùzú Zìzhìzhōu) — автономный округ в провинции Юньнань, Китай.

## История
23 августа 1954 года входившие в состав Специального района Лицзян (丽江专区) Бицзян-Лисуский автономный район уездного уровня (碧江傈僳族自治区), Фугун-Лисуский автономный район уездного уровня (福贡傈僳族自治区) и Гуншань-Лисуский автономный район уездного уровня (贡山傈僳族自治区) были преобразованы в уезды Бицзян (碧江县), Фугун (福贡县) и Гуншань (贡山县), и вместе с уездом Лушуй (泸水县) Специального района Баошань (保山专区) объединены под управлением новой административной единицы — Нуцзян-Лисуского автономного района (怒江傈僳族自治区); власти нового автономного района разместились в уезде Бицзян, а сам автономный район был подчинён властям Специального района Лицзян.
1 октября 1956 года уезд Гуншань был преобразован в Гуншань-Дулун-Нуский автономный уезд.
С 1 января 1957 года Нуцзян-Лисуский автономный район был преобразован в Нуцзян-Лисуский автономный округ, подчинённый напрямую властям провинции, тогда же в его состав из Специального района Лицзян перешёл уезд Ланьпин (兰坪县).
В 1961 году был подписан китайско-бирманский договор о границе, в соответствии с которым в состав Китая вернулся район Пяньма, включённый бирманцами в состав своего государства в 1948 году, пока в Китае шла гражданская война. Сначала он был передан под юрисдикцию властей Специального района Лицзян, а в 1966 году был включён в качестве волости в состав уезда Лушуй.
Постановлением Госсовета КНР от 24 сентября 1986 года уезд Бицзян был расформирован, а его территория — разделена между уездами Фугун и Лушуй.
Постановлением Госсовета КНР от 27 ноября 1987 года уезд Ланьпин был преобразован в Ланьпин-Бай-Пумиский автономный уезд.
В 2016 году уезд Лушуй был преобразован в городской уезд.

## Население
Согласно переписи населения 2000 года, в округе проживает 491,8 тыс. чел.
Национальный состав (2000)
| Народ   | Численность | Доля    |
| ------- | ----------- | ------- |
| Лису    | 231 819     | 47,13 % |
| Бай     | 132 622     | 26,97 % |
| Китайцы | 64 585      | 13,13 % |
| Ну      | 26 670      | 5,42 %  |
| Пуми    | 14 374      | 2,92 %  |
| И       | 9 805       | 1,99 %  |
| Дулуны  | 5 456       | 1,11 %  |

## Административное деление
Округ делится на 1 городской уезд, 1 уезд, 2 автономных уезда:
| Карта                                                                                     | Статус                               | Название             | Иероглифы                        | Пиньинь | Население (2010) | Площадь (км²) |
| ----------------------------------------------------------------------------------------- | ------------------------------------ | -------------------- | -------------------------------- | ------- | ---------------- | ------------- |
| Лушуй Фугун Гуншань-Дулун-Нуский · автономный уезд Ланьпин-Бай-Пумиский · автономный уезд |                                      |                      |                                  |         |                  |               |
| Городской уезд                                                                            | Лушуй                                | 泸水市               | Lúshuǐ shì                       |         |                  |               |
| Уезд                                                                                      | Фугун                                | 福贡县               | Fúgòng xiàn                      |         |                  |               |
| Гуншань-Дулун-Нуский автономный уезд                                                      | Гуншань-Дулун-Нуский автономный уезд | 贡山独龙族怒族自治县 | Gòngshān Dúlóngzú Nùzú zìzhìxiàn |         |                  |               |
| Ланьпин-Бай-Пумиский автономный уезд                                                      | Ланьпин-Бай-Пумиский автономный уезд | 兰坪白族普米族自治县 | Lánpíng Báizú Pǔmǐzú zìzhìxiàn   |         |                  |               |

## Экономика
Округ специализируется на выращивании кардамона (в 2022 году площадь под эту культуру составила 74,3 тыс. га).